# Euxoa nagyagensis
Euxoa nagyagensis är en fjärilsart som beskrevs av Freyer 1845. Euxoa nagyagensis ingår i släktet Euxoa och familjen nattflyn. Inga underarter finns listade i Catalogue of Life.